# Indocrassatella quadrata
Indocrassatella quadrata is een tweekleppigensoort uit de familie van de Crassatellidae. De wetenschappelijke naam van de soort is voor het eerst geldig gepubliceerd in 1980 door Noda.